# Lance Fuller
Lance Fuller (* 6. Dezember 1928 in Somerset, Kentucky; † 22. Dezember 2001 in Los Angeles, Kalifornien) war ein US-amerikanischer Schauspieler.

## Leben
Fuller begann seine Karriere als Lichtdouble und Statist. Er wirkte ohne Nennung im Abspann in vielen US-amerikanischen Filmklassikern der 1940er und frühen 1950er Jahren mit, darunter Howard Hawks’ Haben und Nichthaben, Fritz Langs Straße der Versuchung sowie die Musicalfilme Tag und Nacht denk’ ich an Dich von Michael Curtiz und Du sollst mein Glücksstern sein von Stanley Donen und Gene Kelly.
Seine erste größere Nebenrolle spielte er 1954 neben Ronald Reagan und Barbara Stanwyck im Western Königin der Berge. In den darauf folgenden Jahren hatte er Rollen in verschiedenen Westernproduktionen, in Todespfeil am Mississippi spielte er eine der Hauptrollen. Zudem spielte er in B-Movies wie Metaluna IV antwortet nicht. Ab Ende der 1950er Jahre spielte er verstärkt in Fernsehproduktionen und hatte Gastrollen in Fernsehserien wie Westlich von Santa Fé, 77 Sunset Strip und Twilight Zone. Zwischen 1962 und 1971 kam seine Karriere zum Erliegen, bevor er 1971 wieder eine Statistenrolle in Robert Wises Science-Fiction-Film Andromeda – Tödlicher Staub aus dem All erhielt. Es folgten bis 1975 noch wenige kleinere Rollen, darunter in Robert Aldrichs Die härteste Meile.
Fuller war zwischen 1951 und 1953 mit der Schauspielerin Joi Lansing verheiratet. Das Paar hatte keine Kinder.

## Filmografie (Auswahl)
- 1943: Frankenstein trifft den Wolfsmenschen (Frankenstein Meets the Wolf Man)
- 1944: Haben und Nichthaben (To Have and Have Not)
- 1945: Straße der Versuchung (Scarlet Street)
- 1945: Der Vagabund von Texas (Along Came Jones)
- 1946: Tag und Nacht denk’ ich an Dich (Night and Day)
- 1947: Lied des Orients (Song of Scheherazade)
- 1952: Du sollst mein Glücksstern sein (Singin’ in the Rain)
- 1954: Königin der Berge (Cattle Queen of Montana)
- 1954: Die wunderbare Macht (Magnificent Obsession)
- 1954: Der eiserne Ritter von Falworth (The Black Shield of Falworth)
- 1955: Metaluna IV antwortet nicht (This Island Earth)
- 1956: Geschöpf des Schreckens (The She-Creature)
- 1958: Westlich von Santa Fé (The Rifleman; Fernsehserie, Folge The Sister)
- 1958: Gottes kleiner Acker (God's Little Acre)
- 1958/1959: Maverick (Fernsehserie, 2 Folgen)
- 1959: Tag der Gesetzlosen (Day of the Outlaw)
- 1960: 77 Sunset Strip (Fernsehserie, Folge Switchburg)
- 1961: Lawman (Fernsehserie, Folge Porphyria's Lover)
- 1962: Twilight Zone (Fernsehserie, Folge The Last Rites of Jeff Myrtlebank)
- 1970: Scream, Evelyn, Scream!
- 1971: Andromeda – Tödlicher Staub aus dem All (The Andromeda Strain)
- 1974: Die härteste Meile (The Longest Yard)